# Paul Celestin Ndembiyembe Bakoume
Paul Celestin Ndembiyembe Bakoume, né le 23 septembre 1952, est un homme politique camerounais.

## Biographie

### Enfance, éducation et débuts
Paul Celestin Ndembiyembe nait le 23 septembre 1952 à Nitoukou, département du Mbam. Après des études secondaires au séminaire, il intègre en 1972 l'École Supérieure Internationale de Journalisme de Yaoundé (ESIJY) devenue Esstic. Il y obtient en 1975 un diplôme de journaliste. À 23 ans, il entame une carrière au journal national Cameroon Tribune.

### Carrière

#### Directeur de la Sopecam
En remplacement de Joseph Charles Doumba en 1993, Paul Celestin Ndembiyembe prend la tête de la Société de presse et d'éditions du Cameroun. Il la quitte en 1999 avec pour remplaçant 
Jerôme Mvondo.

#### Député
De 2002 à 2007, Paul Celestin Ndembiyembe est député pour le Mbam et Inoubou,.